# Anomalopsychidae
Anomalopsychidae är en familj av nattsländor. Anomalopsychidae ingår i överfamiljen Sericostomatoidea, ordningen nattsländor, klassen egentliga insekter, fylumet leddjur och riket djur. Enligt Catalogue of Life omfattar familjen Anomalopsychidae 22 arter. 
Kladogram enligt Catalogue of Life:
| Anomalopsychidae | \| \| Anomalopsyche \| \| \| \| \| \| Contulma \| \| \| \| |
|                  | \| \| Anomalopsyche \| \| \| \| \| \| Contulma \| \| \| \| |
|                  | Antipodoeciidae                                            |
|                  |                                                            |
|                  | Barbarochthonidae                                          |
|                  |                                                            |
|                  | sandrörsnattsländor                                        |
|                  |                                                            |
|                  | Calocidae                                                  |
|                  |                                                            |
|                  | Ceylanopsyche                                              |
|                  |                                                            |
|                  | Chathamiidae                                               |
|                  |                                                            |
|                  | Conoesucidae                                               |
|                  |                                                            |
|                  | Helicophidae                                               |
|                  |                                                            |
|                  | Helicopsychidae                                            |
|                  |                                                            |
|                  | Hydrosalpingidae                                           |
|                  |                                                            |
|                  | Karomana                                                   |
|                  |                                                            |
|                  | Mpuga                                                      |
|                  |                                                            |
|                  | Ngoya                                                      |
|                  |                                                            |
|                  | Petrothrincidae                                            |
|                  |                                                            |
|                  | krumrörsnattsländor                                        |
|                  |                                                            |
|                  | Seselpsyche                                                |
|                  |                                                            |
|                  | Anomalopsyche                                              |
|                  |                                                            |
|                  | Contulma                                                   |
|                  |                                                            |

|  | Anomalopsyche |
|  |               |
|  | Contulma      |
|  |               |